# Marcantonio Franciotti
Marcantonio Franciotti (ur. 8 września 1592 w Lyonie, zm. 8 lutego 1666 w Rzymie) – włoski kardynał.

## Życiorys
Urodził się 8 września 1592 roku w Lyonie, jako syn Curzia Franciottiego i Chiary Balbani. Studiował prawo na Uniwersytecie Bolońskim, a następnie został protonotariuszem apostolskim i audytorem Kamery Apostolskiej. 28 listopada 1633 roku został kreowany kardynałem in pectore. Jego nominacja na kardynała prezbitera została ogłoszona na konsystorzu 30 marca 1637 roku i nadano mu kościół tytularny San Clemente. Tego samego dnia został wybrany biskupem Lukki, a 19 kwietnia przyjął sakrę. W latach 1640–1642 był legatem w Romanii, a w okresie 1651–1562 – kamerlingiem Kolegium Kardynałów. W 1645 roku zrezygnował z zarządznia diecezją. Zmarł 8 lutego 1666 roku w Rzymie.